# El Coahuayote
El Coahuayote är en ort i Mexiko.   Den ligger i kommunen Zapotiltic och delstaten Jalisco, i den södra delen av landet, 400 km väster om huvudstaden Mexico City. El Coahuayote ligger 1 155 meter över havet och antalet invånare är 662.
Terrängen runt El Coahuayote är lite kuperad. Runt El Coahuayote är det ganska tätbefolkat, med 86 invånare per kvadratkilometer. Närmaste större samhälle är Ciudad Guzmán, 15,2 km nordväst om El Coahuayote. Omgivningarna runt El Coahuayote är en mosaik av jordbruksmark och naturlig växtlighet.